# Rivière Deharveng
Pour les articles homonymes, voir Deharveng.
La rivière Deharveng est un tributaire de la rive sud du Lac aux Feuilles lequel se connecte à la baie d'Ungava. La rivière Deharveng coule dans le territoire non organisé de la Rivière-Koksoak, situé dans la région administrative du Nord-du-Québec, au Québec, au Canada.

## Géographie
Les principaux bassins versants de la rivière Deharveng sont : 
- côté Nord : lac aux Feuilles, baie Sèche ;
- côté Est : rivière Sanirqitik, rivière Tasikkuminai, rivière Compeau, lac Gérido ;
- côté Sud : rivière aux Mélèzes, rivière Koksoak ;
- côté Ouest : lac Garigue, Rivière Ungavatuarusik, lac Bérard, rivière Bérard[2].

Un lac sans nom (longueur : 4,4 km ; altitude : 207 m) constitue le lac de tête de la rivière Deharveng. Ce lac est situé à l'ouest du lac en Crochet (altitude : 208 m), à l'est du lac Flip (altitude : 199 m) et à l'est du lac Couteau (altitude : 194 m). Ce lac de tête s'écoule par son extrémité sud-est.
Sur son cours vers le nord, la rivière Deharveng traverse sept lacs notamment : lac Lachance (longueur : 12,4 km ; altitude : 128 m) et lac Deharveng (longueur : 16,2 km ; altitude : 125 m). Cette rivière coule en parallèle à la rivière Ungavatuarusik (située du côté ouest). À 4,2 km en amont de son embouchure, la rivière Deharveng recueille les eaux de son tributaire, la rivière Sanirqitik laquelle draine les eaux notamment des lacs Faujas, Albert et Lafortune.
L'embouchure de la rivière Deharveng se déverse sur une grève pouvant atteindre 1,6 km (à marée basse) au fond de la baie Ungavatuaq, qui constitue un appendice sur le littoral sud de la baie Sèche. Cette dernière relie le lac aux Feuilles, entre les îles Qikirtaapiguluuk et l'île Siillavik. La passe Ikirasaq est située entre cette dernière île et la pointe qui s'étire vers le nord dans le lac aux Feuilles.
Dans sa partie inférieure, la rivière Deharveng passe à 2,7 km à l'est du sommet de la colline Qangattajuungujaaluk (altitude : 162 m).

## Toponymie
Le terme Deharveng est un patronyme de famille d'origine européen. L'ancien toponyme de cette rivière était Rivière Harveng.
Le toponyme Rivière Deharveng a été officialisé le 2 août 1991 à la Commission de toponymie du Québec.